# 花燃燒
《花燃燒》，為日本NHK第54部大河剧，2015年1月4日至12月13日每週日晚間8時（JST）在NHK綜合台播出。时代为幕府末年至明治年间，由井上真央主演。共播出50集。

## 概述
2013年12月3日，NHK正式发表2015年大河剧为《花燃》。此剧主角是吉田松阴的幺妹、后来嫁给久坂玄瑞的杉文（即日后的楫取美和子）。担纲主演的是首次主演大河剧的井上真央。故事以杉文（楫取美和子）、哥哥吉田松阴以及在松下村塾学习的学生久坂玄瑞、高杉晋作、伊藤俊辅、桂小五郎、品川彌二郎等人的人生际遇为主线，描述日本从幕府统治迈向明治维新的一段激荡的历史。
2014年8月5日，此剧在外景拍摄地山口县萩市开机。

## 登场人物
| 角色                                               | 演員                                             | 介紹 |
| 主角                                               | 主角                                             | 主角 |
| -------------------------------------------------- | ------------------------------------------------ | --- |
| 杉文（すぎ ふみ） 久坂文 久坂美和 楫取美和         | 山田萌萌香（少女期） 井上真央（成人）            | 本劇主角。長州藩士杉家的四女，寅次郎（吉田松阴）的妹妹。原與久坂玄瑞成婚，玄瑞於禁門之變死後，一度進入長州藩奧御殿任職侍女，後與喪妻的姊夫小田村伊之助（楫取素彥）再婚。 |
| 杉家                                               |                                                  | |
| 小田村伊之助（おだむら いのすけ） 楫取素彥         | 大泽隆夫                                         | 杉寿的丈夫，杉文的姐夫。在壽病故之後與文（美和）結婚。 |
| 吉田寅次郎 吉田松阴（よしだ しょういん）           | 板垣李光人（青年） 伊势谷友介（成人）            | 杉文的二哥。後因安政大獄而遭斬首。享年30歲。 |
| 久坂玄瑞（くさか げんずい）                        | 东出昌大                                         | 杉文的首任丈夫，松下村塾四天王之一，後於禁門之變中自盡身死。享年25歲。                                                                                                   |
| 秀次郎（ひでじろう）                               | 五十嵐陽向（幼年） 大八木凱斗（少年）            | 玄瑞的兒子，為玄瑞與藝妓辰路所生，之後由美和收養 |
| 杉百合之助（すぎ ゆりのすけ）                      | 长塚京三                                         | 杉文的父亲 |
| 杉泷（すぎ たき）                                  | 檀芙美                                           | 杉文的母親。 |
| 玉木文之進（たまき ぶんのしん）                    | 奥田瑛二                                         | 杉文的叔叔 |
| 杉梅太郎（すぎ うめたろう） 杉民治                 | 原田泰造                                         | 杉文的大哥 |
| 杉寿（すぎ ひさ） 小田村寿 楫取壽                  | 森彌生（幼年） 香音（少女） 优香（成人）         | 杉文的姐姐 |
| 杉敏三郎（すぎ としさぶろう）                      | 山田瑛瑠（兒童） 大橋律（少年） 森永悠希（成年） | 杉文的弟弟，失聰 |
| 杉龟（すぎ かめ）                                  | 久保田磨希                                       | 杉文的嫂子，梅太郎的妻子 |
| 杉豐（すぎ とよ）                                  | 梅崎音羽（幼年） 信太真妃                        | 民治的長女 |
| 吉田小太郎（よしだ こたろう）                      | 中野遥斗                                         | 民治的長男，參與在萩爆發的戰爭，之後戰死 |
| 玉木彦助（たまき ひこすけ）                        | 富田佳辅                                         | 玉木文之进的长子，吉田松阴的堂兄弟。 |
| 长州藩                                             |                                                  | |
| 毛利敬親（もうり たかちか）                        | 北大路欣也                                       | 长州第13代藩主 |
| 都美姫 毛利都美子                                  | 松坂庆子                                         | 敬亲的正室 |
| 銀姬 毛利安子                                      | 田中麗奈                                         | 元德的正室 |
| 毛利元德                                           | 三浦貴大                                         | 長州末代藩主 |
| 毛利元昭                                           | 名倉央（幼年） 板垣瑞生                          | 元德與銀姬的嫡子。幼名為興丸 |
| 桂小五郎（かつら こごろう）（木户孝允）            | 东山纪之                                         | “维新三杰”之一 |
| 周布政之助（すふ まさのすけ）                      | 石丸干二                                         | 支持長州藩政的重臣 |
| 椋梨藤太（むくなし とうた）                        | 内藤刚志                                         | 長州藩重臣 |
| 椋梨美鶴（むくなし みつる）                        | 若村麻由美                                       | 椋梨藤太之妻 |
| 來島又兵衛（きじま またべえ）                      | 山下真司                                         | 長州藩士 |
| 長井雅樂（ながい うた）                            | 羽場裕一                                         | 長州藩士 |
| 來原良藏（くるはら りょうぞう）                    | 松本實                                           | 長州藩士 |
| 松下村塾的学生们                                   |                                                  | |
| 高杉晋作（たかすぎ しんさく）                      | 山崎龍太郎（少年） 高良健吾                      | 松下村塾四天王之一，後率領奇兵隊執行攘夷。但之後因肺結核病故，享年27歲。                                                                                                 |
| 吉田稔麿（よしだ としまろ）                        | 濑户康史                                         | 松下村塾四天王之一，在池田屋事件中喪命。 |
| 伊藤利助 伊藤博文（いとう ひろぶみ）               | 剧团一人                                         | 日後成為日本首任內閣總理大臣（首相）。 |
| 入江九一（いりえ くいち）                          | 要潤                                             | 松下村塾四天王之一，野村靖、入江津實之兄 |
| 前原一誠（まえばら いっせい）                      | 佐藤隆太                                         | 维新十杰之一 |
| 野村靖（のむら やすし）                            | 大野拓朗                                         | 入江九一的弟弟，入江津實的次兄 |
| 品川彌二郎（しながわ やじろう）                    | 音尾琢真                                         | 松下村塾的學生 |
| 松浦龜太郎（まつうら しょどう）                    | 內野謙太                                         | 繪製吉田松阴画像的人 |
| 寺島忠三郎（てらじま ちゅうざぶろう）              | 铃木伸之                                         | 在禁门之变中，与久坂玄瑞共同自尽。 |
| 赤禰武人（あかね たけと）                          | 阿部亮平                                         | 松下村塾的學生 |
| 高杉家                                             |                                                  | |
| 高杉小忠太（たかすぎ こちゅうた）                  | 北見敏之                                         | 晉作的父親。 |
| 井上雅 高杉雅（たかすぎ まさ）                     | 黑島結菜                                         | 晉作的妻子。山口町奉行井上平右衛門的女兒。 |
| 高杉武（たかすぎ たけ）                            | 松島純菜                                         | 晉作的大妹。 |
| 高杉榮（たかすぎ はえ）                            | 渡邊優奈                                         | 晉作的二妹。 |
| 高杉光（たかすぎ みつ）                            | 内藤穂之香                                       | 晉作的三妹。 |
| 長州的人們                                         |                                                  | |
| 小田村志乃（おだむら しの）                        | 片濑梨乃                                         | 小田村伊之助的养母 |
| 金子志留（かねこ ツル）                            | 麻生祐未                                         | 吉田松阴的学生金子重辅的母親 |
| 高須久子（たかす ひさこ）                          | 井川遙                                           | 与吉田松阴在监狱中相遇的“谜之女” |
| 入江津實（いりえ すみ） 伊藤津實                   | 宫崎香莲                                         | 入江九一、野村靖的妹妹，伊藤博文的第一任妻子 |
| 吉田房（よしだ ふさ）                              | 小岛藤子                                         | 吉田稔麿的妹妹，杉文的发小 |
| 金子重辅（かねこ しげのすけ）                      | 泉澤祐希                                         | :吉田松阴的弟子，与吉田松阴一道试图搭乘黑船前往美国，在被捕後病死獄中。                                                                                                  |
| 松島剛藏（まつしま ごうぞう）                      | 津田宽治                                         | 小田村一之助的兄长。 |
| 小田村篤太郎（おだむら とくたろう）                | 外川燎、岩田遥（幼少） 石川樹                    | 伊之助的長男。 |
| 小田村久米次郎（おだむら くめじろう） 久坂久米次郎 | 太田琉星（幼少） 大西統眞                        | 伊之助的次男，之後過繼給久坂家，成為玄瑞與阿文的養子 |
| 肥后藩                                             |                                                  | |
| 宮部鼎藏（みやべ ていぞう）                        | 驚嚇大木（大木淳）                               | 和吉田松阴志趣相投的人 |
| 薩摩藩                                             |                                                  | |
| 西鄉吉之助 西鄉隆盛（さいごう たかもり）           | 宅間孝行                                         | 薩摩藩士 |
| 土佐藩                                             |                                                  | |
| 坂本龍馬（さかもと りょうま）                      | 伊原剛志                                         | 土佐藩士 |
| 江戶幕府的相關人物                                 |                                                  | |
| 德慶喜（とくがわ よしのぶ）                        | 森慎太郎                                         | 一橋德川家第9代當家，之後為江戶幕府第15代征夷大將軍。 |
| 井伊直弼（いい なおすけ）                          | 高橋英樹                                         | 彦根藩主。 |
| 間部詮勝（まなべ あきかつ）                        | 堀部圭亮                                         | 江戸幕府老中。 |
| 石谷穆清（いしがや あつきよ）                      | 橋本翔                                           | 江戶北町奉行。 |
| 金太郎（きんたろう）                               | 大河内浩                                         | 下田平滑牢牢監。 |
| 黑川嘉兵衛（くろかわ かへえ）                      | 岡山一                                           | 浦賀奉行支配組頭 |
| 長野主膳（ながの しゅぜん）                        | 祖父江進                                         | 彦根藩士。 |
| 山田淺右衛門（やまだ あさえもん）                  | 松本真司                                         | 幕臣。 |
| 井伊昌子（いい まさこ）                            | 吉澤梨繪                                         | 直弼的正室妻子。 |
| 新選組                                             |                                                  | |
| 近藤勇（こんどう いさみ）                          | 中村昌也                                         | 新選組局長 |
| 沖田總司（おきた そうじ）                          | 賀來賢人                                         | 新選組隊士 |
| 日本國内的其他人們                                 |                                                  | |
| 梅田雲濱（うめだ うんぴん）                        | 金太郎                                           | 小濱藩出身的儒學學者 |
| 沼崎吉五郎（ぬまざき きちごろう）                  | 佐藤二朗                                         | 福島藩士。傳馬町牢房的管理人。 |
| 三条實美（さんじょう さねとみ）                    | 上杉祥三                                         | 攘夷派的公家 |
| 辰路（たつじ）                                     | 鈴木杏                                           | 京都的藝妓 |
| 阿菊                                               | 根岸姫奈                                         | 住在萩近郊的少女 |
| 平六（へいろく）                                   | 春風亭昇太                                       | 小傳馬牢獄的囚犯 |
| 吉川經幹（きっかわ つねまさ）                      | 寺十吾                                           | 長州藩支藩岩國藩主 |
| 白石正一郎（しらいし しょういちろう）              | 山本讓二                                         | |
| 美利堅合眾國                                       |                                                  | |
| 斯柏汀（Spalding）                                 | 克里斯·達瓦爾（Chris Darvall）                   | 培里艦隊的記錄官 |
| 威廉斯（Williams）                                 | 馬克·奇納里（Mark Chinnery）                     | 培里艦隊首席翻譯官 |
| 湯笙·哈里斯（Townsend Harris）                     | 李·朗蕭（Lee Longshaw）                          | 駐日總領事 |
| 亨利·休斯克（Henry C. J. Heusken）                 | 約哈希姆·楊克希爾（Joachim Jonckheere）          | 哈里斯的翻譯官 |

## 書籍
- 出版日期：2014年，書名：《花燃ゆ 一》，作者：大島里美／宮村優子／五十嵐佳子，出版社：NHK出版，ISBN 9784140056561
- 出版日期：2015年，書名：《花燃ゆ 二》，作者：大島里美／宮村優子／金子亞里沙／五十嵐佳子，出版社：NHK出版，ISBN 9784140056578

## 制作团队
- 原作：大島里美（日语：大島里美）、宮村優子、金子亞里沙、小松江里子
- 主題曲演奏：NHK交響樂團
- 音樂：川井憲次
- 題字：國重友美（日语：國重友美）
- 旁白：池田秀一
- 標題：Team Lab
- 取材協力：防府市
- 時代考證：大石學（日语：大石学）、海原徹（日语：海原徹）、三宅紹宣
- 建築考證：平井聖（日语：平井聖）
- 服裝考證：小泉清子（日语：小泉清子）
- 武術指導：林邦史朗（日语：林邦史朗）
- 砲術指導：佐山二郎
- 書法指導：望月曉云
- 長州方言指導：一岡裕人
- 製作統籌：土屋勝裕、小松昌代
- 製作人：堀之内禮二郎
- 導演：渡邊良雄、末永創、安達繩

## 片頭畫面
本作的片頭畫面依季節變化為概念，包括第1～11集為「冬」（梅、花椰菜苗）、第12～27集為「春」（胡枝子、夏橙）、第28～35集為「夏」（向日葵）、第36集之後為「秋」（菊），共有四種版本。

## 片頭歌詞
本作片頭音樂採取混聲合唱方式表現，但其中的歌詞，則引用了吉田松陰遭問斬前日所寫的遺書「留魂錄」其中一段：

（愚蒙如我　幸得摯友　願如待我般　惜友如我）

## 花燃紀行
- 旁白：中川綠
- 吉他演奏：川井憲次
- 鋼琴演奏：美野春樹
- 弦樂演奏：内田輝樂團

## 播出日程及收視率
| 集數                                                        | 播出日   | 日文標題 | 中譯標題           | 編劇       | 導演       | 花燃紀行                                                                                             | 收視率 |
| ----------------------------------------------------------- | -------- | -------- | ------------------ | ---------- | ---------- | --- | ------ |
| 1                                                           | 1月4日   |          | 聯繫人們的妹妹     | 大島里美   | 渡邊良雄   | 吉田松陰誕生地（山口縣萩市）                                                                         | 16.7%  |
| 2                                                           | 1月11日  |          | 波折亂丈的情書     | 大島里美   | 渡邊良雄   | 松陰室（青森縣弘前市）                                                                               | 13.4%  |
| 3                                                           | 1月18日  |          | 不受好運眷顧的男人 | 大島里美   | 渡邊良雄   | 公園（神奈川縣橫須賀市） 海防陣屋遺蹟（神奈川縣三浦市）                                              | 15.8%  |
| 4                                                           | 1月25日  |          | 請活下去           | 宮村優子   | 渡邊良雄   | 吉田松陰寓居之處（靜岡縣下田市）                                                                     | 14.4%  |
| 5                                                           | 2月1日   |          | 志向的結果         | 宮村優子   | 末永創     | 岩倉獄遺蹟（山口縣萩市）                                                                             | 12.8%  |
| 6                                                           | 2月8日   |          | 女囚的秘密         | 宮村優子   | 末永創     | 舊萩藩校明倫館（山口縣萩市）                                                                         | 13.3%  |
| 7                                                           | 2月15日  |          | 獲釋的阿寅         | 宮村優子   | 渡邊良雄   | 萩城遺蹟（山口縣萩市）                                                                               | 11.6%  |
| 8                                                           | 2月22日  |          | 熱血老師誕生！     | 大島里美   | 末永創     | 松陰神社（山口縣萩市）                                                                               | 13.0%  |
| 9                                                           | 3月1日   |          | 高杉晉作來也       | 大島里美   | 渡邊良雄   | 高杉晉作誕生地（山口縣萩市）                                                                         | 12.9%  |
| 10                                                          | 3月8日   |          | 躍動！松下村塾     | 宮村優子   | 渡邊良雄   | 伊藤博文生家（山口縣光市） 吉田稔麿誕生地（山口縣萩市）                                              | 12.7%  |
| 11                                                          | 3月15日  |          | 突如其來的戀情     | 宮村優子   | 末永創     | 萩反射爐（山口縣萩市）                                                                               | 14.0%  |
| 12                                                          | 3月22日  |          | 回不去的二人       | 大島里美   | 渡邊良雄   | 久坂玄瑞誕生地（山口縣萩市）                                                                         | 13.2%  |
| 13                                                          | 3月29日  |          | 霍亂和炸彈         | 宮村優子   | 安達捩     | 梅田雲濱老師誕生地碑（福井縣小濱市） 梅田雲濱宅邸遺址（京都府京都市）                                | 11.7%  |
| 14                                                          | 4月5日   |          | 永別了，青春       | 大島里美   | 末永創     | 埋木舍（滋賀縣彥根市）                                                                               | 11.2%  |
| 15                                                          | 4月12日  |          | 守護私塾！         | 大島里美   | 安達捩     | 入江九一・野村靖誕生地碑（山口縣萩市） 松陰神社（東京都世田谷區）                                    | 09.8%  |
| 16                                                          | 4月19日  |          | 最後一餐           | 宮村優子   | 渡邊良雄   | 涙松跡（山口縣萩市） 吉田松陰歌碑（神奈川縣箱根町）                                                  | 10.7%  |
| 17                                                          | 4月26日  |          | 松陰臨別之言       | 宮村優子   | 渡邊良雄   | 松陰神社（東京都世田谷區）                                                                           | 12.6%  |
| 18                                                          | 5月3日   |          | 龍馬登場           | 金子亞里沙 | 末永創     | 曉天楼（山口縣防府市）                                                                               | 10.2%  |
| 19                                                          | 5月10日  |          | 女人們聯手         | 大島里美   | 安達捩     | 松浦松洞生誕地（山口縣萩市）                                                                         | 11.1%  |
| 20                                                          | 5月17日  |          | 松陰復活           | 宮村優子   | 渡邊良雄   | 土藏相模遺跡（東京都品川區）                                                                         | 9.4%   |
| 21                                                          | 5月24日  |          | 決行之日           | 金子亞里沙 | 末永創     | 壇浦砲台遺跡（山口縣下關市）                                                                         | 10.9%  |
| 22                                                          | 5月31日  |          | 妻子與騎兵隊       | 大島里美   | 安達繩     | 菊濱土塁（女台場）／白石正一郎舊邸址（山口縣萩市）                                                   | 11.0%  |
| 23                                                          | 6月7日   |          | 丈夫的告白         | 大島里美   | 安達繩     | 堺町御門（京都府京都市） 太田家住宅（廣島縣福山市）                                                  | 10.4%  |
| 24                                                          | 6月14日  |          | 初為人母           | 大島里美   | 橋爪紳一朗 | 防府天滿宮（山口縣防府市）                                                                           | 10.7%  |
| 25                                                          | 6月21日  |          | 隨風而去的好友     | 大島里美   | 渡邊良雄   | 池田屋騒動之址碑（京都府京都市）                                                                     | 11.0%  |
| 26                                                          | 6月28日  |          | 丈夫的約定         | 大島里美   | 末永創     | 石清水八幡宮（京都府八幡市）                                                                         | 9.9%   |
| 27                                                          | 7月5日   |          | 妻子的戰鬥         | 大島里美   | 末永創     | 鷹司邸跡（京都府京都市）                                                                             | 10.3%  |
| 28                                                          | 7月12日  |          | 不會哭泣的女子     | 宮村優子   | 渡邊良雄   | 舊山口藩廳門（山口縣山口市）                                                                         | 12.4%  |
| 29                                                          | 7月19日  |          | 女人的天地         | 宮村優子   | 安達繩     | 周布政之助之碑（山口縣山口市）                                                                       | 12.0%  |
| 30                                                          | 7月26日  |          | 嗣子騷動！         | 宮村優子   | 橋爪紳一朗 | 山口大神宮（山口縣山口市）                                                                           | 11.5%  |
| 31                                                          | 8月2日   |          | 捨命傳達           | 金子亞里沙 | 渡邊良雄   | 平尾山莊（福岡縣福岡市） 赤禰武人屋敷跡（山口縣柳井市）                                              | 10.5%  |
| 32                                                          | 8月9日   |          | 大逆轉！           | 宮村優子   | 末永創     | 功山寺（山口縣下關市） 金麗社（山口縣美禰市）                                                        | 12.2%  |
| 33                                                          | 8月16日  |          | 為了開出花朵       | 宮村優子   | 安達繩     | 東光寺（山口縣萩市）                                                                                 | 12.6%  |
| 34                                                          | 8月23日  |          | 薩長結盟           | 金子亞里沙 | 橋爪紳一朗 | 延壽王院（福岡縣太宰府市） 小松帶刀寓居跡（推測）（京都府京都市）                                    | 9.6%   |
| 35                                                          | 8月30日  |          | 孤高之戰           | 金子亞里沙 | 末永創     | 舊國泰寺愛宕池（廣島縣廣島市） 幕府軍砲彈遺跡（淨西寺）（山口縣周防大島町） 小倉城（福岡縣北九州市） | 12.2%  |
| 36                                                          | 9月6日   |          | 高杉晉作的遺言     | 小松江里子 | 渡邊良雄   | 高杉晉作之墓（山口縣下關市）                                                                         | 9.3%   |
| 37                                                          | 9月13日  |          | 亡夫的遺腹子       | 小松江里子 | 安達繩     | 木戸孝允 勅撰碑（京都府京都市）                                                                      | 11.8%  |
| 38                                                          | 9月20日  |          | 傳達不出的話       | 小松江里子 | 安達繩     | 脱退諸士招魂碑（山口縣山口市）                                                                       | 10.7%  |
| 39                                                          | 9月27日  |          | 新日本人           | 小松江里子 | 末永創     | 楫取素彦舊宅跡（山口縣長門市）                                                                       | 12.9%  |
| 40                                                          | 10月4日  |          | 二人的母親         | 小松江里子 | 橋爪紳一朗 | 舊新橋停車場（東京都港區）                                                                           | 13.8%  |
| 41                                                          | 10月11日 |          | 前往群馬           | 小松江里子 | 渡邊良雄   | 前群馬縣令楫取君功徳之碑（群馬縣前橋市）                                                             | 12.0%  |
| 42                                                          | 10月18日 |          | 賣向全世界的蠶絲   | 小松江里子 | 渡邊良雄   | 富岡製絲廠（群馬縣富岡市） 水沼製絲所遺址（群馬縣桐生市）                                            | 13.0%  |
| 43                                                          | 10月25日 |          | 向萩之亂發誓       | 小松江里子 | 安達繩     | 前原一誠故居（山口縣萩市）                                                                           | 12.6%  |
| 44                                                          | 11月1日  |          | 連接命運的線       | 小松江里子 | 末永創     | 舊群馬衛生所（桐生明治館）（群馬縣桐生市）                                                           | 11.2%  |
| 45                                                          | 11月8日  |          | 二人之夜           | 小松江里子 | 深川貴志   | 船津傳次平翁贈位記念碑（群馬縣前橋市）                                                               | 11.7%  |
| 46                                                          | 11月15日 |          | 未來的羈絆         | 小松江里子 | 渡邊良雄   | 新田神社（群馬縣太田市） 多胡碑（群馬縣高崎市） 前橋東照宮（群馬縣前橋市）                           | 11.9%  |
| 47                                                          | 11月22日 |          | 姊妹的約定         | 小松江里子 | 渡邊良雄   | 臨江閣（群馬縣前橋市）                                                                               | 11.1%  |
| 48                                                          | 11月29日 |          | 富岡製絲廠的危機   | 小松江里子 | 安達繩     | 富岡製絲廠（群馬縣富岡市）                                                                           | 13.2%  |
| 49                                                          | 12月6日  |          | 二人的再婚         | 小松江里子 | 末永創     | 鹿鳴館（東京都千代田區） 舊毛利家本邸（山口縣防府市）                                                | 13.4%  |
| 50                                                          | 12月13日 |          | 前往鹿鳴館         | 小松江里子 | 渡邊良雄   | 楫取素彦夫妻墓地（山口縣防府市）及其他地方                                                           | 12.4%  |
| 平均收視率12.0%（收視率由Video Research於日本關東地區統計） |          |          |                    |            |            | |        |

## 脚注
1. ↑  [永久]
2. ↑  [永久]

## 外部連結
- もゆるん＠大河ドラマ 花燃ゆ【公式】的X（前Twitter）
- 互联网电影数据库（IMDb）上《花燃燒》的资料（英文）

| NHK综合频道 周日晚间八点               | NHK综合频道 周日晚间八点           | NHK综合频道 周日晚间八点 |
| -------------------------------------- | ---------------------------------- | ------------------------ |
|                                        | 花燃 (2015.01.04 - 2015.12.13)     |                          |
| 军师官兵卫 （2014.01.05 - 2014.12.21） | 真田丸 （2016.01.10 - 2016.12.18） |                          |

| 緯來日本台 星期一至五 21:00 - 22:00 4月20日至22日 21:00 - 23:00（連播2集） | 緯來日本台 星期一至五 21:00 - 22:00 4月20日至22日 21:00 - 23:00（連播2集） | 緯來日本台 星期一至五 21:00 - 22:00 4月20日至22日 21:00 - 23:00（連播2集） |
| -------------------------------------------------------------------------- | -------------------------------------------------------------------------- | -------------------------------------------------------------------------- |
|                                                                            | （2016.02.15 - 2016.04.22）                                                |                                                                            |
| 戀未滿 （2016.01.26 - 2016.02.05）                                         | 天才婦科醫 （2016.04.25 - 2016.05.06）                                       |                                                                            |